# Borderland
Borderland (übersetzt etwa „Grenzgebiet“) ist ein mexikanisch/US-amerikanischer Horrorfilm mit Splatter-Elementen des Regisseurs und Drehbuchautors Zev Berman aus dem Jahr 2007.
Bermans zweite Regiearbeit basiert lose auf dem blutigen Kult von Adolfo de Jesús Constanzo, der in einem satanischen Ritual Menschenopfer darbrachte. Constanzos Anhänger entführten dabei unter anderen den US-amerikanischen Studenten Mark Kilroy, dessen brutale Ermordung den Schwerpunkt des Films bildet.

## Handlung
Der mexikanische Polizist Ulises untersucht gemeinsam mit einem Kollegen Zoilo ein verlassenes Haus, welches offensichtlich ein Schauplatz okkulter Handlungen ist. Die beiden finden diverse Körperteile von geopferten Tieren und Menschen. Urplötzlich geraten sie in einen Hinterhalt und Ulises muss mitansehen, wie sein jüngerer Partner vom skrupellosen Gustavo, einem fanatischen Sektenmitglied, bestialisch gefoltert, verstümmelt und getötet wird. Ulises selbst wird verschont, um die Strafverfolgungsbehörden von diesem Vorfall zu unterrichten.
Texas, ein Jahr später. Die drei angehenden Studenten Ed, Phil und Henry reisen spontan nach Mexiko, um sich in einer kleinen Grenzstadt mit billigen Drogen und Prostituierten zu vergnügen. Dort angekommen, verläuft zunächst alles nach Plan. In einem Strip-Lokal bandelt der zurückhaltende Ed mit der attraktiven Barkeeperin Valeria an. Einen Tag später konsumieren sie gemeinschaftlich halluzinogene Pilze. Im Drogenrausch gerät Phil in die Fänge von Sektenmitgliedern, darunter auch den beiden Mördern Zoilos, die ihn gewaltsam entführen. Phil soll in einem blutigen Opferritual vom Oberhaupt eines okkulten Drogenhändlerrings, Santillan, hingerichtet werden, um irgendwelche Götter gnädig zu stimmen.
Als Phil nicht zurückkehrt, wenden sich Ed und Draufgänger Henry an die örtlichen Behörden, die sich allerdings unkooperativ zeigen. Mit Hilfe der attraktiven Valeria ermitteln die beiden Amerikaner schließlich in Eigenregie nach dem Verbleib ihres Gefährten. Als Henry selbst ins Visier von Gustavo gerät und mit einer Waffe eingeschüchtert wird, wollen die beiden Urlauber ihre Suche zunächst aufgeben. Doch in diesem Moment gesellt sich der heruntergekommene Ex-Polizist Ulises zu ihnen. Der Einheimische kennt den Aufenthaltsort von Phil. Neben der Befreiung des Studenten will Ulises ein bevorstehendes Ritual verhindern, das am Abend – es herrscht Vollmond – durchgeführt werden soll.
Noch bevor sie jedoch Phil zu Hilfe eilen können, wird Henry von Gustavo und dessen Häschern brutal ermordet. Ed, Valeria und Ulises machen sich schließlich auf den Weg zu einer entlegenen Farm, dem Aufenthaltsorts des Vermissten. Zur nächtlichen Stunde kommt es zu blutigen Kampfhandlungen. Der Ex-Polizist erschießt Santillan und flieht verletzt vom Tatort. Wenig später erliegt er seinen Verletzungen, während Ed und Valeria von Santillians Männern bedrängt werden. Es folgen abermals Kampfhandlungen, Ed überschreitet eigene Grenzen und tötet mit brachialer Gewalt die Aggressoren.

## Kritiken
Das Lexikon des internationalen Films schrieb, der „nervenaufreibende“ Horrorfilm verfüge über „drastische Anleihen beim ‚Torture Porn‘-Genre und einem latenten Rassismus.“
Auf Rotten Tomatoes erreicht der Film in der Sparte des Torture Porn, aus den Jahren 2004 bis 2010, die besten Bewertungen. Einschränkend sollte jedoch erwähnt werden, dass diese auf nur sieben Reviews von Fachleuten basiert, während die Rückmeldung der Zuschauer eher durchwachsen war.

## Hintergrund
Der Film wurde in der ungeschnittenen Fassung im März 2015 in Deutschland beschlagnahmt.